# Lửng mật
Lửng mật (danh pháp hai phần: Mellivora capensis) là một loài động vật có vú trong họ Chồn, bộ Ăn thịt. Loài này được Gray mô tả năm 1865.
Đây là loài bản địa châu Phi, Tây Nam Á, và tiểu lục địa Ấn Độ. Lửng mật không giống các loài lửng khác, thay vào đó, mang nhiều sự tương đồng giải phẫu với loài chồn. Nó được phân loại là loài ít quan tâm bởi IUCN do phạm vi rộng lớn của nó và sự thích nghi môi trường chung. Nó chủ yếu ăn thịt và ít nguy cơ bị săn trong tự nhiên vì lớp da dày của nó và khả năng phòng vệ rất dữ dội. Lửng trưởng thành có chiều cao đến vai 23–28 cm với chiều dài cơ thể 55–77 cm, với đuôi dài 12–30 cm. Con cái nhỏ hơn con đực. Con đực nặng 9–16 kg (20-35 lb) trong khi con cái nặng 5–10 kg (11-22 lb) trên trung bình. Chiều dài hộp sọ là 13,9-14,5 cm (5,5-5,7 in) ở con đực và 13 cm ở con cái
Một điều đặc biệt của loài lửng mật là khả năng đề kháng độc. Các nhà khoa học đã chứng kiến lửng mật ong bị rắn hổ lục (một loài rắn có nọc rất độc) cắn, tuy nhiên chỉ sau 2 tiếng, Lửng mật ong tỉnh dậy như chưa có điều gì xảy ra. Các nhà khoa học đang nghiên cứu khả năng đặc biệt này của lửng mật ong nhằm tìm ra chất chống nọc rắn tự nhiên.

## Phân loại

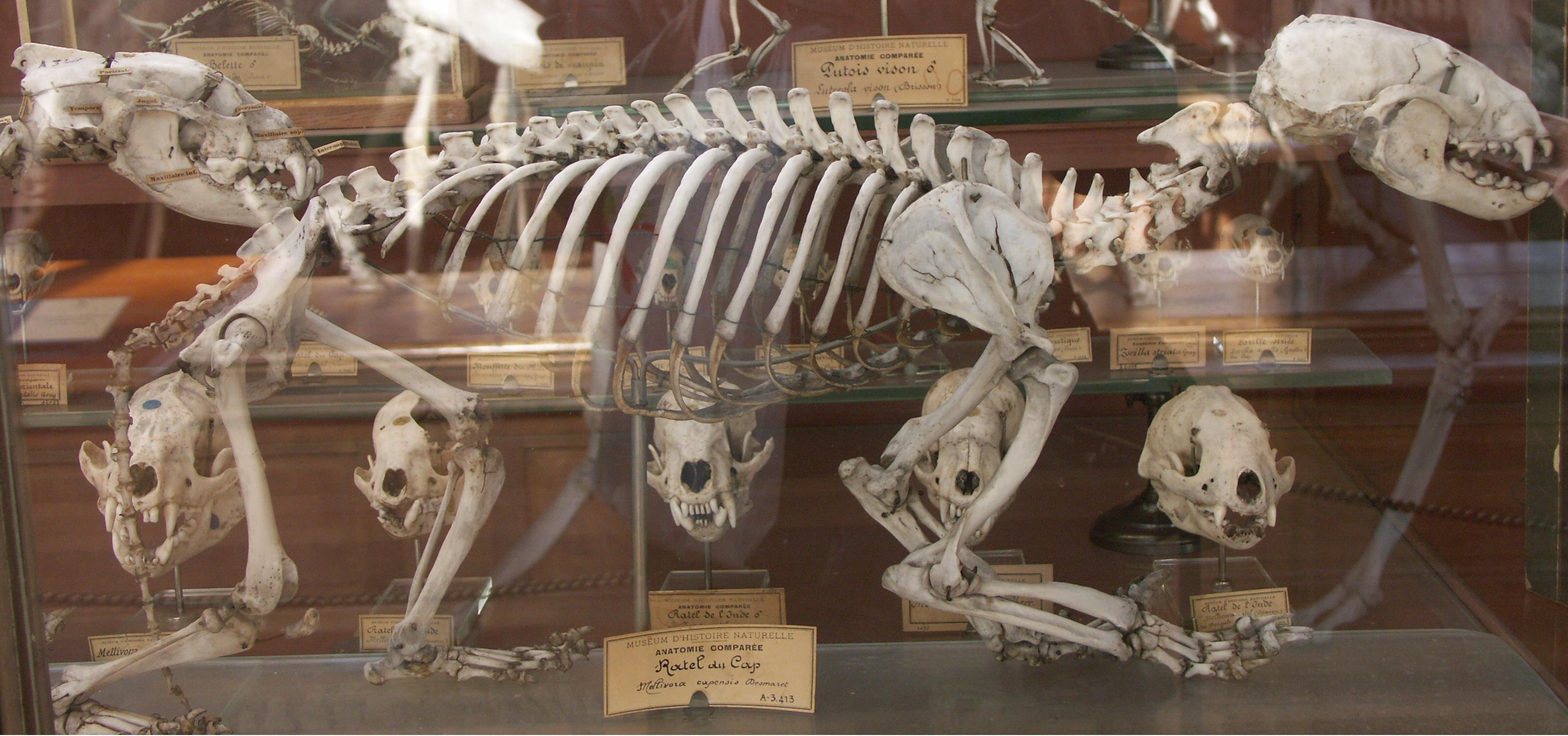
Bộ xương từ Muséum national d'histoire naturelle

Viverra capensis là tên khoa học được sử dụng bởi Johann Christian Daniel von Schreber vào năm 1777, người đã mô tả một miếng da lửng mật ong từ Mũi Hảo Vọng.
Mellivorae đã được đề xuất làm tên cho chi của v vào năm 1780. Mellivorina đã được đề xuất như một tên tông của John Edward Gray vào năm 1865.
Loài lửng mật ong là loài duy nhất của chi Mellivora. Mặc dù vào những năm 1860, nó được gán cho phân họ lửng, Melinae, nhưng hiện nay người ta đồng ý rằng nó có rất ít điểm tương đồng với Melinae. Nó liên quan chặt chẽ hơn nhiều với phân họ mart, Guloninae, nhưng hơn nữa được chỉ định phân họ riêng của nó, Mellivorinae. Sự khác biệt giữa Mellivorinae và Guloninae bao gồm sự khác biệt trong công thức nha khoa của chúng.

### Tiến hóa
Loài này xuất hiện lần đầu tiên vào giữa Pliocene ở châu Á. Mối quan hệ gần nhất của nó là chi Eomellivora đã tuyệt chủng, được biết đến từ thượng Miocen, và tiến hóa thành nhiều loài khác nhau trong toàn bộ Pliocene ở cả Cựu thế giới và Tân thế giới.

### Phân loài
Trong thế kỷ 19 và 20, 16 mẫu vật động vật của con lửng mật ong đã được mô tả và đề xuất như là phân loài. Tính đến năm 2005, 12 phân loài được công nhận là phân loại hợp lệ. Các điểm được xem xét trong việc chỉ định các phân loài khác nhau bao gồm kích thước và mức độ trắng hoặc xám ở lưng.

## Mô tả
Lửng mật có thân hình khá dài, nhưng đặc biệt dày và rộng ngang lưng. Da của nó lỏng lẻo đáng kể, và cho phép nó xoay và xoắn tự do bên trong nó. Vùng da quanh cổ dày 6 milimét, một sự thích nghi để chống lại bị tấn công cùng loài. Đầu nhỏ và phẳng, có mõm ngắn. Đôi mắt nhỏ và đôi tai nhỏ hơn những đường vân trên da, một khả năng thích ứng khác để tránh thiệt hại trong khi giao chiến.
Lửng mật có đôi chân ngắn và cứng cáp, với năm ngón chân trên mỗi bàn chân. Bàn chân có móng vuốt rất khỏe, ngắn ở chân sau và dài đáng kể ở chân trước. Nó là một loài động vật một phần có đế được đệm dày và trần đến tận cổ chân trước. Đuôi ngắn và được bao phủ trong những sợi lông dài, trừ bên dưới cơ sở.
Lửng mật liềm là loài thuộc họ Chồn trên cạn lớn nhất ở châu Phi. Con trưởng thành có chiều cao từ 23 đến 28 cm ở vai và chiều dài cơ thể 55–77 cm, với đuôi thêm 12–30 cm. Con cái nhỏ hơn con đực. Ở Châu Phi, con đực nặng từ 9 đến 16 kg trong khi con cái nặng trung bình từ 5 đến 10 kg. Trọng lượng trung bình của lửng mật ong trưởng thành từ các khu vực khác nhau đã được báo cáo ở bất kỳ nơi nào từ 6,4 đến 12 kg, với trung bình khoảng 9 kg, theo các nghiên cứu khác nhau.

## Hành vi và sinh thái

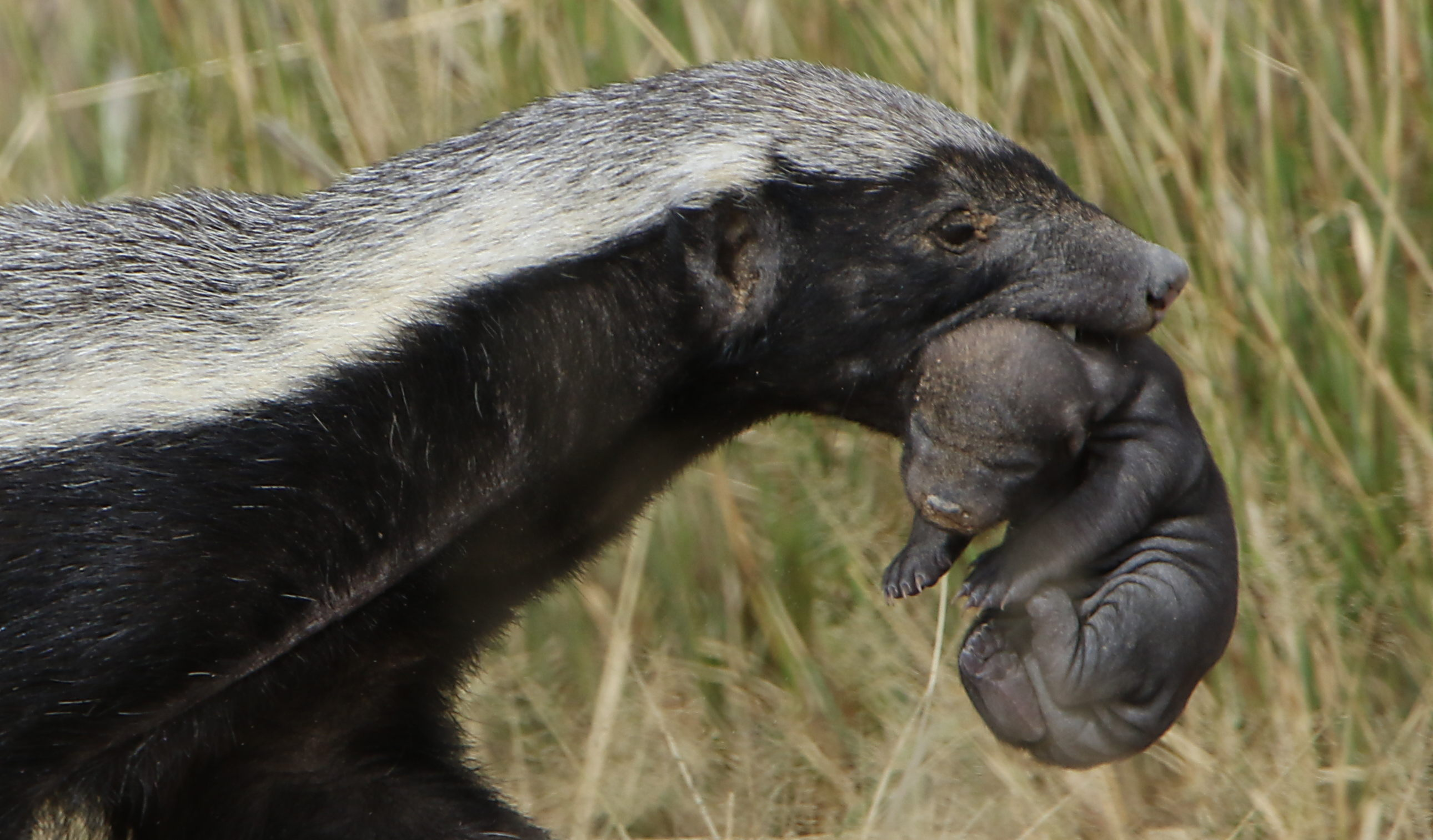
Lửng mật mẹ tha lửng mật con trong Công viên Kgalagadi Transfrontier, Nam Phi

Lửng mật ong chủ yếu là sinh hoạt đơn độc, nhưng ở châu Phi người ta cũng đã được nhìn chúng đi săn theo cặp trong mùa sinh sản vào tháng Năm. Nó cũng sử dụng các hang cũ của lợn đất, lợn u mắt và mối. Nó là một thợ đào lành nghề, có thể đào đường hầm vào mặt đất cứng trong 10 phút. Các hang này thường chỉ có một lối vào, thường chỉ dài 1–3 m với một buồng làm ổ không được lót bằng bất kỳ loại vật liệu nào.
Lửng mật ong khét tiếng về sức mạnh, sự hung dữ và độ dẻo dai. Chúng có thể tấn công dã man và không sợ hãi gần như bất kỳ loài nào khác khi trốn thoát là không thể, thậm chí còn đẩy lùi những kẻ săn mồi lớn hơn nhiều như sư tử và linh cẩu. Ong đốt, lông nhím và vết cắn của động vật hiếm khi xâm nhập vào da của chúng. Nếu ngựa, trâu bò hoặc trâu Cape xâm nhập vào hang của một con lửng mật ong, nó sẽ tấn công chúng. Trong vườn quốc gia Kalahari Gemsbok, một con lửng mật ong đã bị giết bởi một con sư tử, trăn đá châu Phi,. Ở tỉnh Cape, nó là một con mồi tiềm năng của báo đốm châu Phi. Cá sấu sông Nile và linh cẩu đốm cũng thỉnh thoảng săn bắt lửng mật ong.

## Hình ảnh

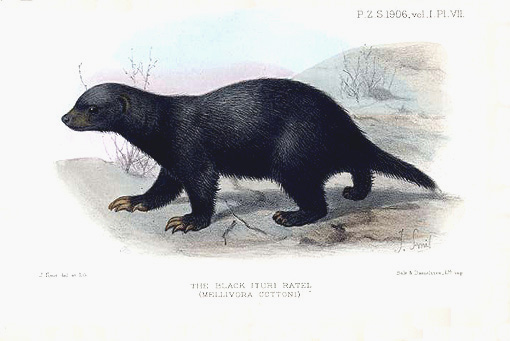
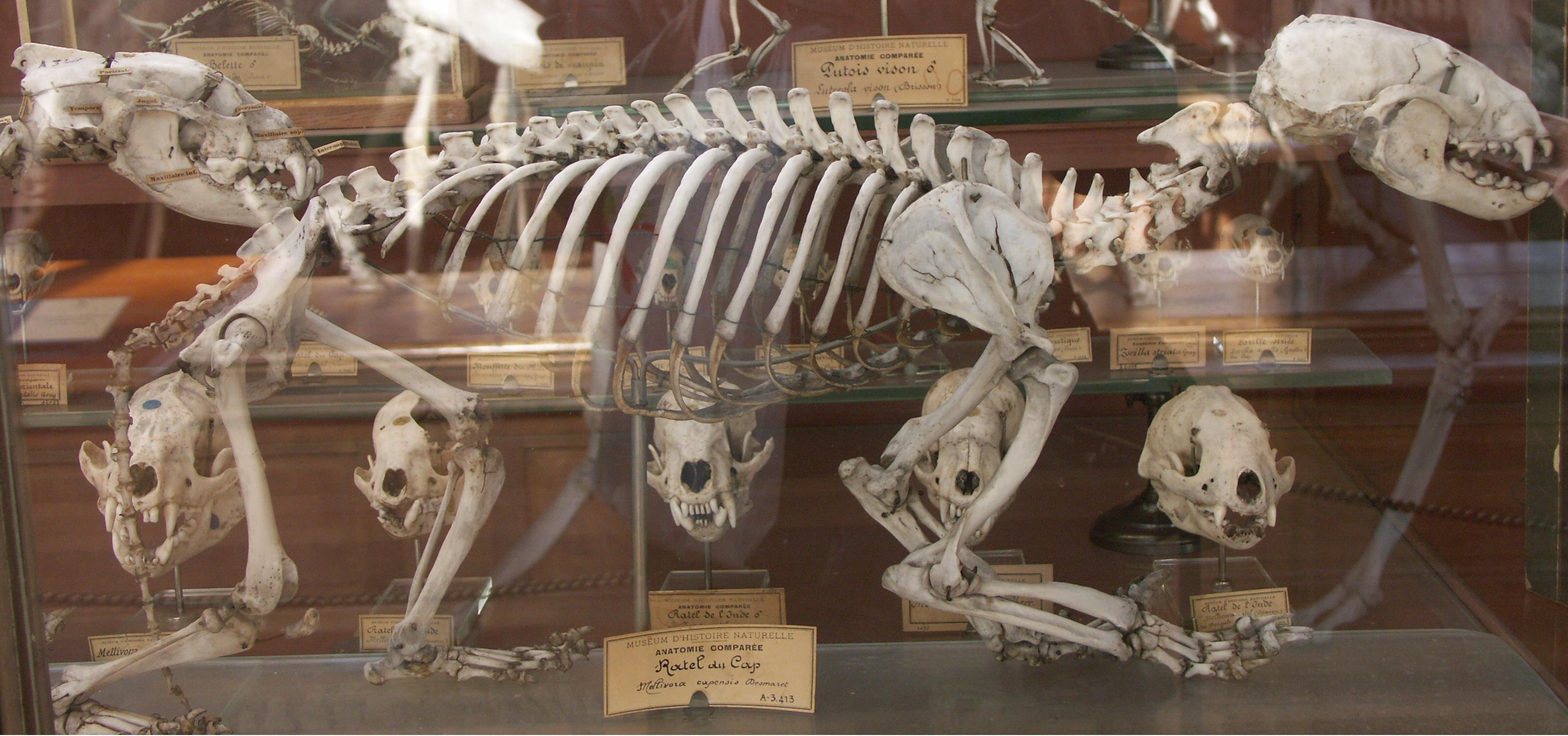
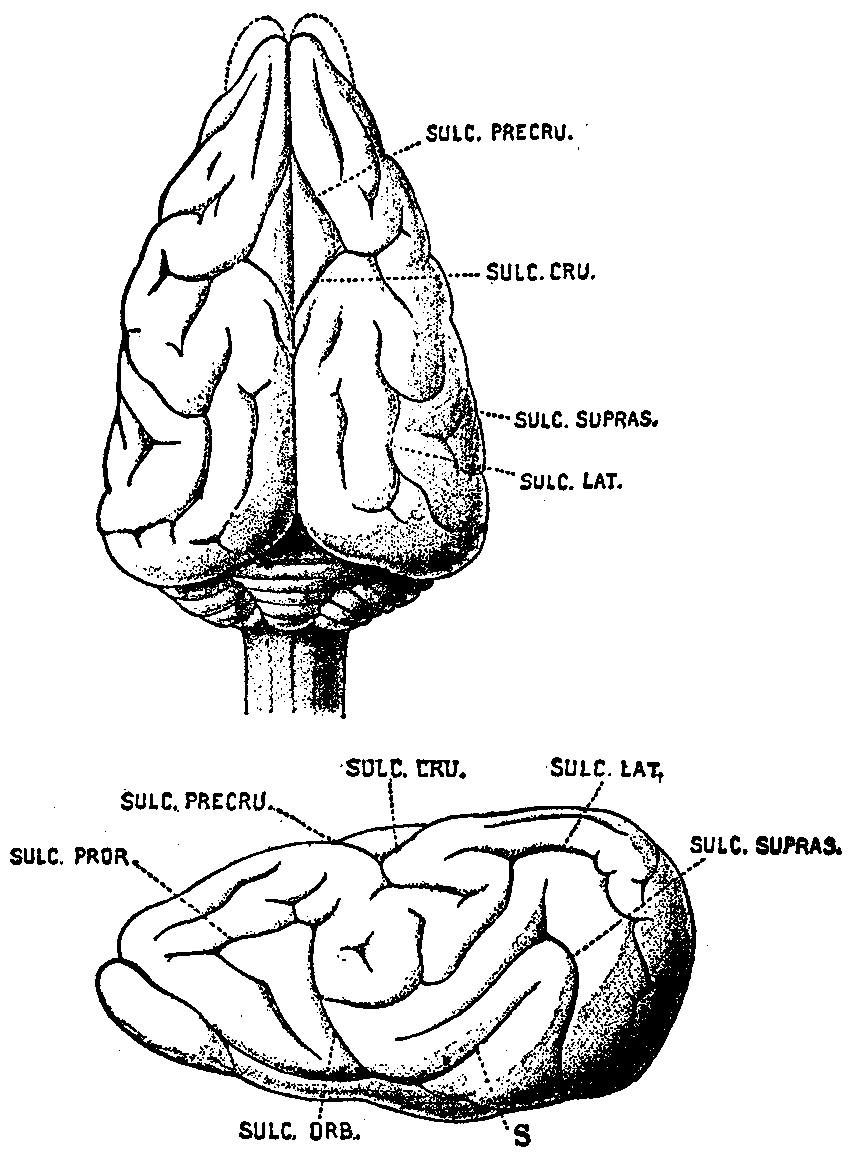